# Helmut Kukacka
Helmut Kukacka (* 1. April 1946 in Steyregg, Oberösterreich) ist ein österreichischer Politiker, er war bis Jänner 2007 Staatssekretär (ÖVP) im Bundesministerium für Verkehr, Innovation und Technologie in der Bundesregierung Schüssel II.

## Leben
Nach seinem Studium der Sozialwirtschaft an der Johannes Kepler Universität Linz, das er 1972 abschloss, wurde er in der ÖVP aktiv. Für diese war er als Landesparteisekretär der ÖVP Oberösterreich, Abgeordneter zum Oberösterreichischen Landtag, Mitglied der Oberösterreichischen Landesregierung (Umweltschutz, Raumordnung, Landesplanung und Bauwesen), Mitglied des ORF-Kuratoriums, Mitglied des Bundesrates, Generalsekretär der ÖVP von 1987 bis 1990, Verkehrssprecher der ÖVP von 1990 bis 2002 sowie als Abgeordneter zum Nationalrat von 1990 bis 2003 tätig. Von 2003 bis zur Regierungsneubildung Anfang Jänner 2007 war Kukacka Staatssekretär. Als Staatssekretär im BMVIT agierte er gegen den regionalen Bahnverkehr und blockierte die geplante Linzer S-Bahn. Josef Broukal kritisierte Kukacka als ÖBB-„Hasser“, Kritik kam auch von der Gewerkschaft.
Von Oktober 2006 bis Oktober 2008 war er wieder Mitglied des österreichischen Nationalrats für den Wahlkreis Linz, seitdem befindet er sich im Ruhestand.

## Sonstige Aktivitäten
Als Schüler trat er der K.Ö.St.V. Traungau zu Wels im MKV bei. Weiters ist er Mitglied der K.Ö.St.V. Rugia Ried und der K.Ö.St.V. Amelungia Linz. 1974/75 war Kukacka als gewählter Vorortspräsident des ÖCV tätig, im Juni 2009 wurde er zum Kartellvorsitzenden des Mittelschüler-Kartell-Verbands (MKV) und im November 2012 zum Präsidenten der Arbeitsgemeinschaft katholischer Verbände (AKV) gewählt. Kukacka ist im Umfeld des Vereins der Oberösterreicher in Wien aktiv und ist Mitglied eines Vereins im Umfeld des Panzerbataillons 13 des österreichischen Bundesheeres.

## Auszeichnungen (Auszug)
- 1999: Großes Goldenes Ehrenzeichen für Verdienste um die Republik Österreich[7]
- 2007: Großes Ehrenzeichen des Landes Oberösterreich
- 2007: Großes Silbernes Ehrenzeichen am Bande für Verdienste um die Republik Österreich[7]